# Olympische Sommerspiele 2020/Teilnehmer (Sierra Leone)
| Gelbes Symbol für Goldmedaillen mit stilisierten Olympischen Ringen | Graues Symbol für Silbermedaillen mit stilisierten Olympischen Ringen | Braundes Symbol für Bronzemedaillen mit stilisierten Olympischen Ringen |
| ------------------------------------------------------------------- | --------------------------------------------------------------------- | ----------------------------------------------------------------------- |
| —                                                                   | —                                                                     | —                                                                       |

Sierra Leone nahm an den Olympischen Spielen 2020 in Tokio mit vier Sportlern in drei Sportarten teil. Es war die insgesamt zwölfte Teilnahme an Olympischen Sommerspielen. Die Teilnehmer konnten keine Medaille gewinnen.

## Teilnehmer nach Sportarten

### Judo
| Athleten         | Wettbewerb | 1. Runde | 1. Runde | 2. Runde   | 2. Runde | Achtelfinale  | Achtelfinale  | Viertelfinale | Viertelfinale | Halbfinale / Trostrunde | Halbfinale / Trostrunde | Finale / Platz 3 | Finale / Platz 3 | Rang |
| Athleten         | Wettbewerb | Gegner   | Ergebnis | Gegner     | Ergebnis | Gegner        | Ergebnis      | Gegner        | Ergebnis      | Gegner                  | Ergebnis                | Gegner           | Ergebnis         | Rang |
| ---------------- | ---------- | -------- | -------- | ---------- | -------- | ------------- | ------------- | ------------- | ------------- | ----------------------- | ----------------------- | ---------------- | ---------------- | ---- |
| Männer           |            |          |          |            |          |               |               |               |               |                         |                         |                  |                  |      |
| Frederick Harris | bis 81 kg  | Freilos  | Freilos  | M. Fatiyev | DNS      | ausgeschieden | ausgeschieden | ausgeschieden | ausgeschieden | ausgeschieden           | ausgeschieden           | ausgeschieden    | ausgeschieden    | –    |

Frederick Harris wurde disqualifiziert da er bei der Gewichtskontrolle 84 kg statt den vorgesehenen 81 kg hatte.

### Leichtathletik
Laufen und Gehen 
| Athleten      | Wettbewerb | Vorlauf | Vorlauf | Runde 1 | Runde 1 | Halbfinale    | Halbfinale    | Finale        | Finale        | Rang |
| Athleten      | Wettbewerb | Zeit    | Rang    | Zeit    | Rang    | Zeit          | Rang          | Zeit          | Rang          | Rang |
| ------------- | ---------- | ------- | ------- | ------- | ------- | ------------- | ------------- | ------------- | ------------- | ---- |
| Frauen        |            |         |         |         |         |               |               |               |               |      |
| Maggie Barrie | 100 m      | 11,53 s | 2       | 11,45 s | 34      | ausgeschieden | ausgeschieden | ausgeschieden | ausgeschieden | 34   |

### Schwimmen
| Athleten     | Wettbewerb    | Vorlauf | Vorlauf | Halbfinale    | Halbfinale    | Finale        | Finale        | Rang |
| Athleten     | Wettbewerb    | Zeit    | Rang    | Zeit          | Rang          | Zeit          | Rang          | Rang |
| ------------ | ------------- | ------- | ------- | ------------- | ------------- | ------------- | ------------- | ---- |
| Frauen       |               |         |         |               |               |               |               |      |
| Tity Dumbuya | 50 m Freistil | 31,56 s | 74      | ausgeschieden | ausgeschieden | ausgeschieden | ausgeschieden | 74   |
| Männer       |               |         |         |               |               |               |               |      |
| Joshua Wyse  | 50 m Freistil | 27,90 s | 71      | ausgeschieden | ausgeschieden | ausgeschieden | ausgeschieden | 71   |